# Léon-Gustave Ravanne

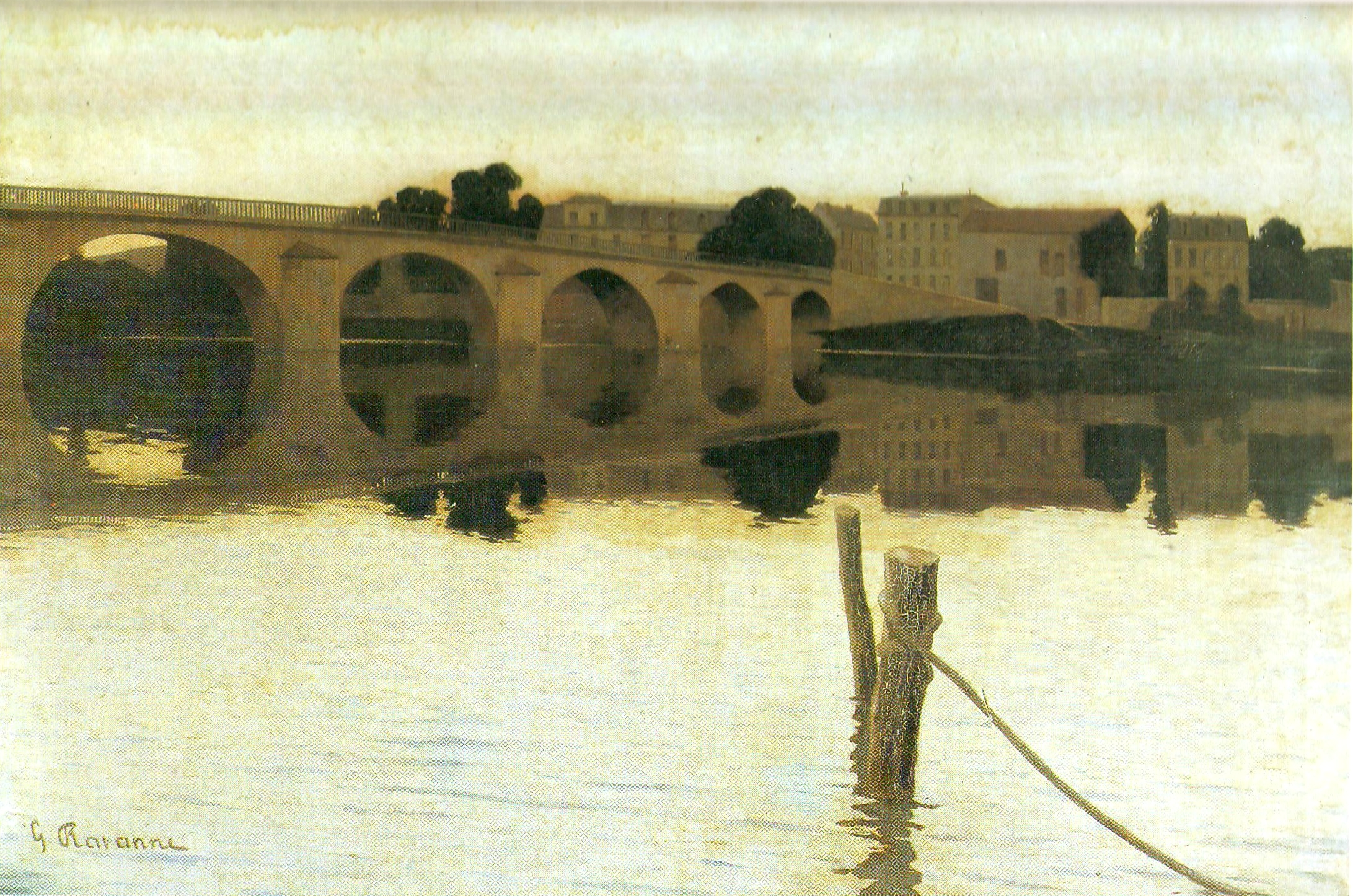
Il Ponte di Meulan

Léon-Gustave Ravanne (Meulan-en-Yvelines, 30 settembre 1854 – Les Mureaux, 14 ottobre 1904) è stato un pittore e fotografo francese.

## Biografia
Gustave Ravanne iniziò i suoi studi d'arte come allievo di Léon Bonnat e in seguito di Fernand Cormon. Dopo
i corsi di Bonnat fu attirato dai paesaggi marini e campestri e, al tempo stesso, fu influenzato dai principi di Jean-François Millet. Il riferimento etico della pittura di quest'ultimo fu infatti l'esaltazione dell'uomo nell'umiltà e nella nobiltà del lavoro.
All'insegnamento di Cormon dovette un tocco sincero e realista, uno spiccato senso della composizione e un felice cromatismo che si esprimeva in tinte scure e violente nei soggetti campestri e in un uso sfavillante della luce nelle marine.
Dopo gli studi parigini tornò a Meulan, dove aprì il suo primo atelier, pur conservando una base a Parigi dal 1880 nella quale per diversi anni si recò regolarmente, dividendo il suo tempo con Meulan, ed esponendo ai Salon.
Nel 1887 sposò una ragazza del luogo, Alexandrine Virginie Blanche Bouché, e con lei, due anni dopo, si trasferì a Les Mureaux, dove allestì il suo atelier definitivo, sulla riva sinistra della Senna, di fronte a Meulan.
Nel 1889 ricevette la medaglia di bronzo per la pittura.

Nel 1896 fu nominato Pittore della Marina.

Nel 1900, in occasione dell'Expo, vinse la medaglia d'argento e fu decorato con la Legion d'Onore.
Ravanne fu anche un raffinato fotografo. Nella sua collezione di lastre compaiono scene rurali, il Tamigi, scorci dell'Expo 1900, senza trascurare gli studi di marine realizzati soprattutto in Normandia.
Léon Ravanne morì a 50 anni, probabilmente di cuore, all'interno del suo atelier. Una targa commemorativa lo ricorda a Les Mureaux nell'Avenue Victor Hugo, presso la sede del suo studio.

## Opere
Le sue opere più note sono:
- Vue de Bayonne - Museo Bonnat, Bayonne.
- Entrée de l'escadre russe à Cherbourg nel 1896 - Museo Thomas-Henry, Cherbourg-Octeville.
- Appareillage - Presentata all'Expo 1900, e acquistata dallo Stato per il Palazzo dell'Eliseo.
- Le Pont de Meulan - Municipio di Meulan.
- L'arrivée des pêcheurs

## Altri progetti

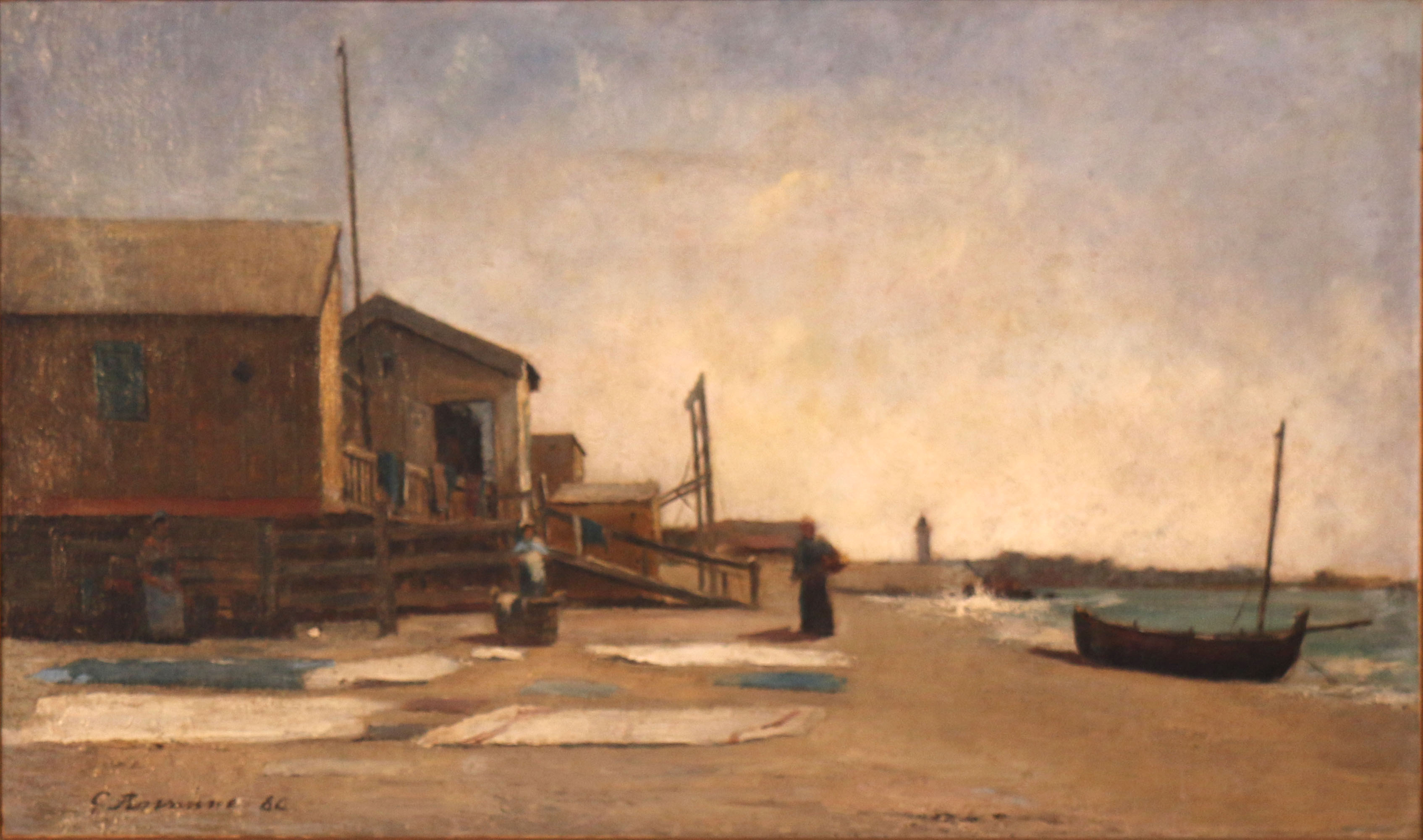
La Castre